# 唯心流
唯心流（ゆいしんりゅう）は、猪俣弾正忠信昭が開いた柔術の流派である。起倒雄心流ともいわれる。

## 歴史
猪俣弾正忠が開いた柔術の流派である。
江戸時代に現在の兵庫県辺りを中心に広く学ばれていた。
主に赤穂藩の藩校である博文館で教えられていた。
赤穂藩で唯心流柔術を指導していた山下静斎士剛は忠也派一刀流師範でもあり、赤穂藩校では山下静斎の一刀流が学ばれていた。
山下静斎は諸国を巡歴し諸流の師に就いて武術を学び一刀流剣術と唯心流柔術を究めた。その後、赤穂藩に帰って道場を開き武術閑却された時代であったが約400人の門人がいたとされる。
唯心流柔術を学んだ兵庫県神戸市の横野鎮次は、明治時代に詳細な解説書を出版している。

## 内容
本體は起倒流の形と同名であるが内容が少し異なっている。立合居合の形の中には同じ赤穂藩校で学ばれていた高木流に近い名称のものがある。
立合 居合
拳流、違入、卯碎、飛竜取、袖露、車入、膝車、胸碎、乱刀
本體
體、夢中、力避、水車、水流、引落、虚倒、打碎、谷落、車倒、錣取、錣返、夕立、瀧落
無段
身碎、車返、水入、柳雪、坂落、雪折、岩浪
必死即生
死活（明門、松風、村雨）

## 系譜
山下静斎までの系譜
- 猪俣弾正忠信昭
- 猪俣太冲信義
- 山下静斎士剛

山下静斎以降の系譜
- 山下静斎士剛
  - 神崎唯右衛門教満
    - 辻隆吉玄義
      - 山下直助良紀
        - 金谷文三
          - 金谷嘉吉

        - 辻玄正
          - 山下恵介維恒
            - 横野雄七郎祐光
              - 横野鎮次

            - 山下鋭三郎

  - 春名新四郎忠直
    - 岡與兵衛正義
      - 深澤巖
        - 杦田藤四郎

    - 萩野恵兵衛

流祖からの伝系不明
- 砂川金次（姫路藩）